# Fristadstorget

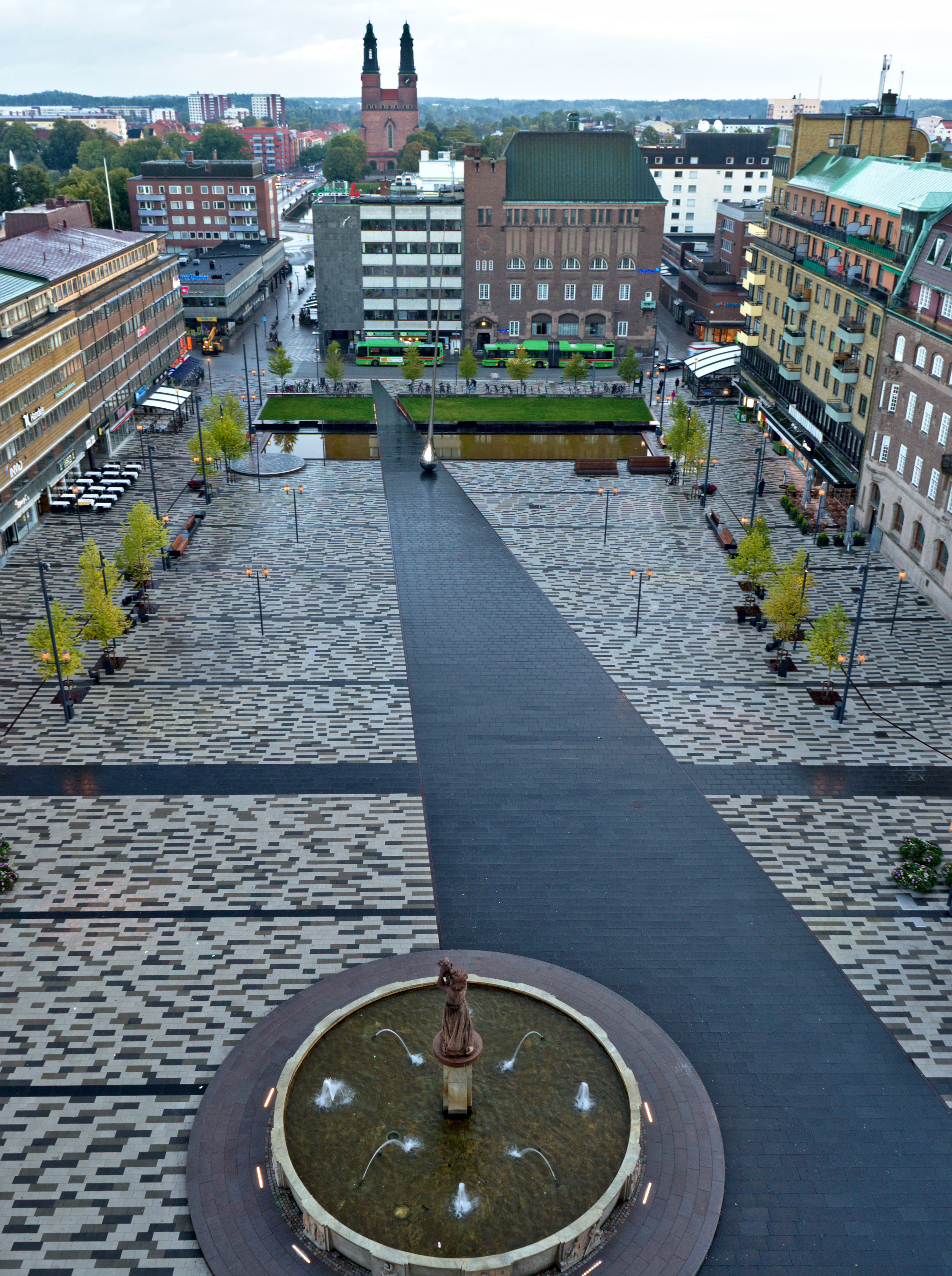
Fristadstorget år 2015, sett från tornet på Eskilstuna stadshus. Arbetets ära och glädje i förgrunden och Klosters kyrka i bakgrunden.

Fristadstorget är det centrala torget i Eskilstuna. Fristadstorget har fått sitt namn av Fristaden.
Torget är fritt från biltrafik, men trafik är tillåten på gatorna längs torgets norra och östra sidor. Flera busshållplatser ligger vid torgets östra och norra sidor. Vid Fristadstorgets södra sida ligger Stadshusets huvudbyggnad. Stadshuset har även två flyglar som sträcker sig söderut och inte syns från Fristadstorget. Längs torgets norra sida går Rademachergatan, längs dess västra den, över torget bilfria, Nybrogatan och längs dess östra sida Gymnastikgatan. Torget genomkorsas i väst-östlig riktning av Kungsgatan som här är en gågata.
Hela Fristadstorget är kameraövervakat av kommunalt ägda övervakningskameror. 
Vid torgets södra sida, invid Stadshuset, ligger Arbetets ära och glädje, en fontän med reliefskulpturer föreställande folk- och arbetarliv, av Ivar Johnsson. I nordvästra hörnet står Torshällakonstnären Allan Ebelings skulptur Smederna.
Torghandel är vanligt, och vid olika festivaler brukar torget användas för till exempel karuseller, arenor, scener, eller serveringar. I valrörelser är det på Fristadstorget som partiernas valstugor sätts upp, och demonstrationer och politiska tal sker ofta på upphöjningen vid Arbetets ära.
Torget genomgick en större ombyggnation år 1984. År 2013 påbörjades en 17 månader lång ombyggnation som blev klar mot slutet av oktober 2014. Torget försågs med värmeslingor för att skydda mot snö och halka under vintertiden. Man anlade även en damm och gräsområden. Här finns även ett 22 meter högt offentligt konstverk, Pin Point, som blev omdebatterat innan det placerades på torget. Ombyggnationen kostade 64 miljoner.

## Bilder

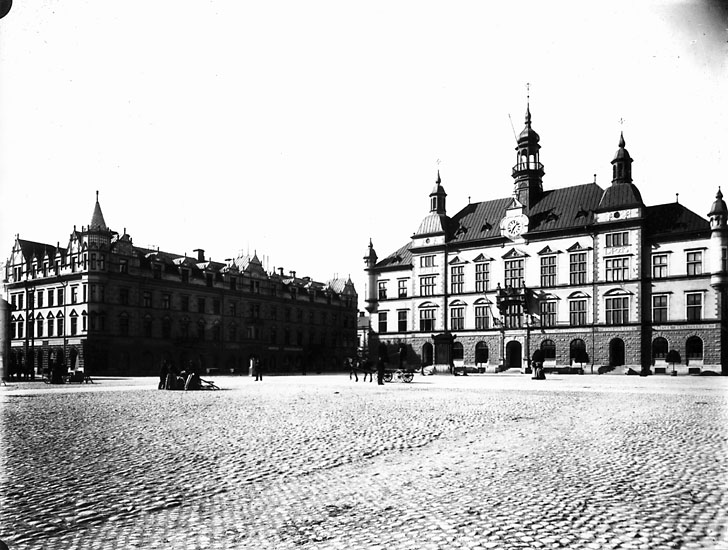
Fristadstorget cirka 1910.
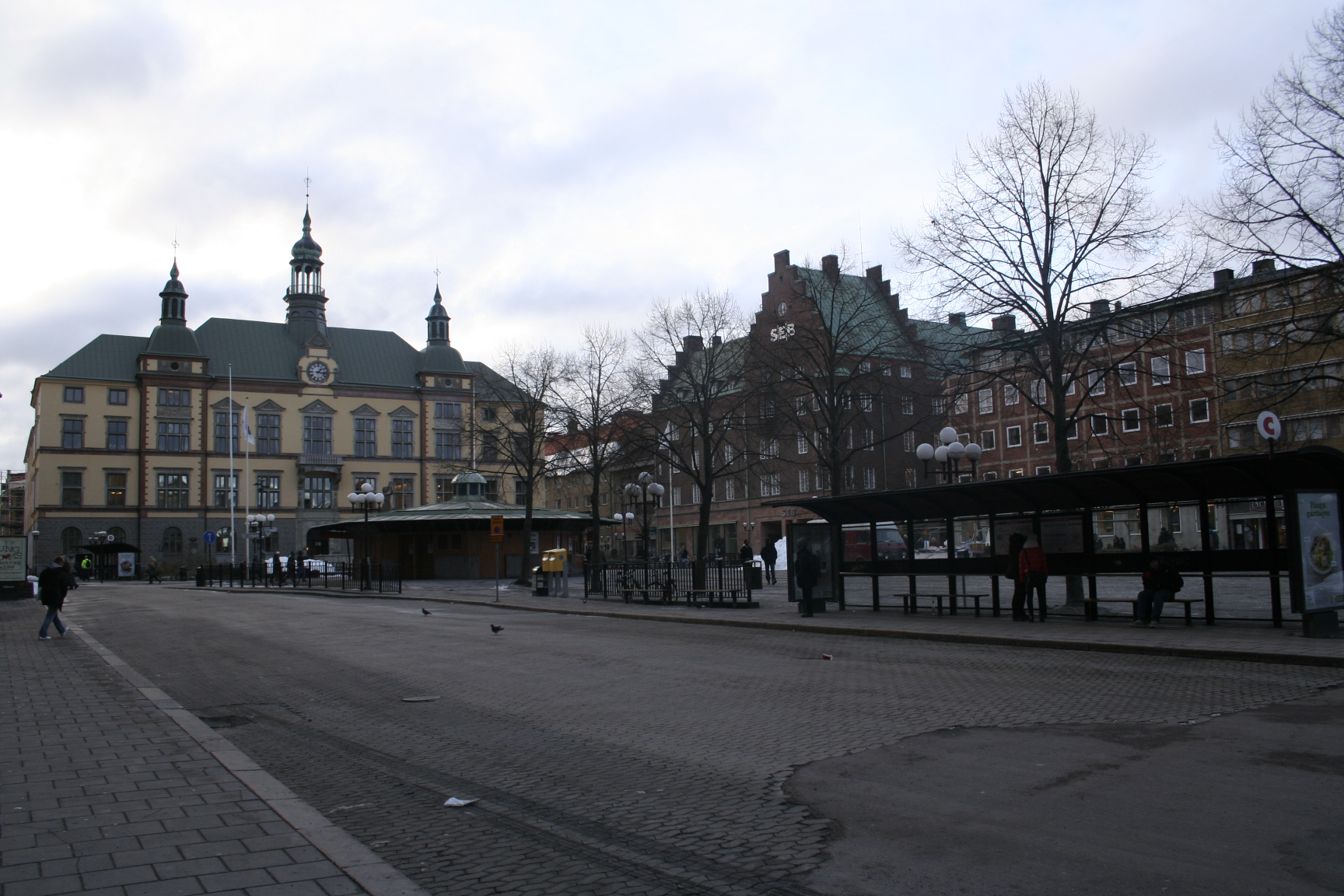
Fristadstorget 2010.
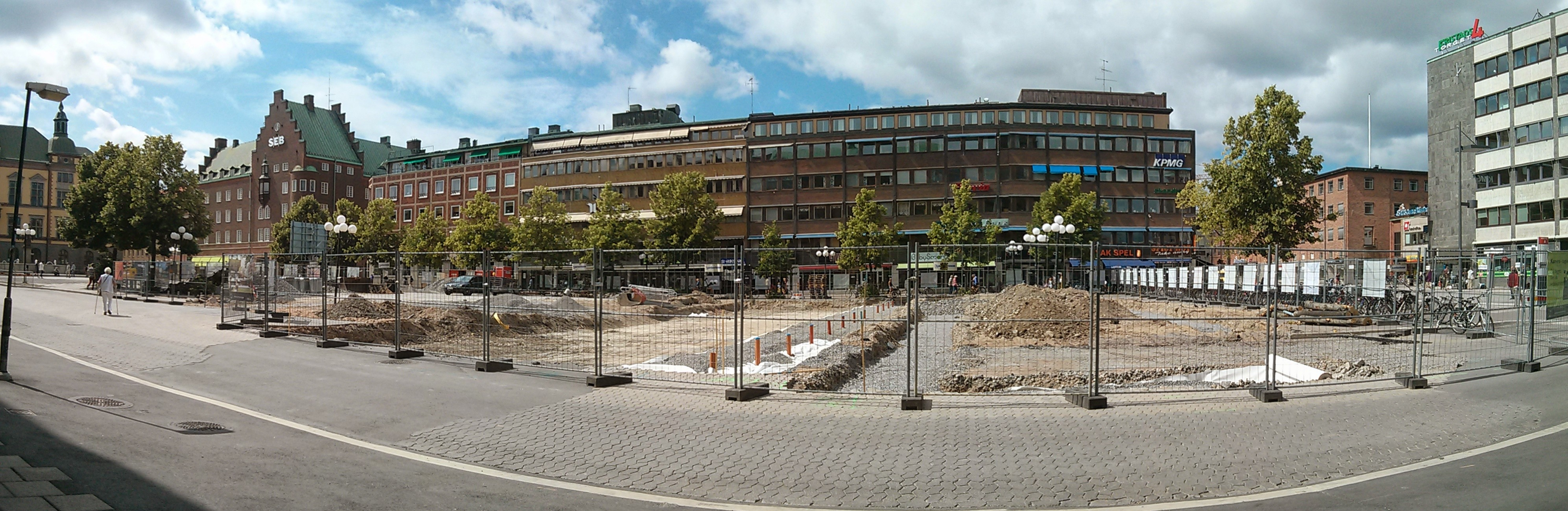
Fristadstorget under ombyggnad i juli 2013.
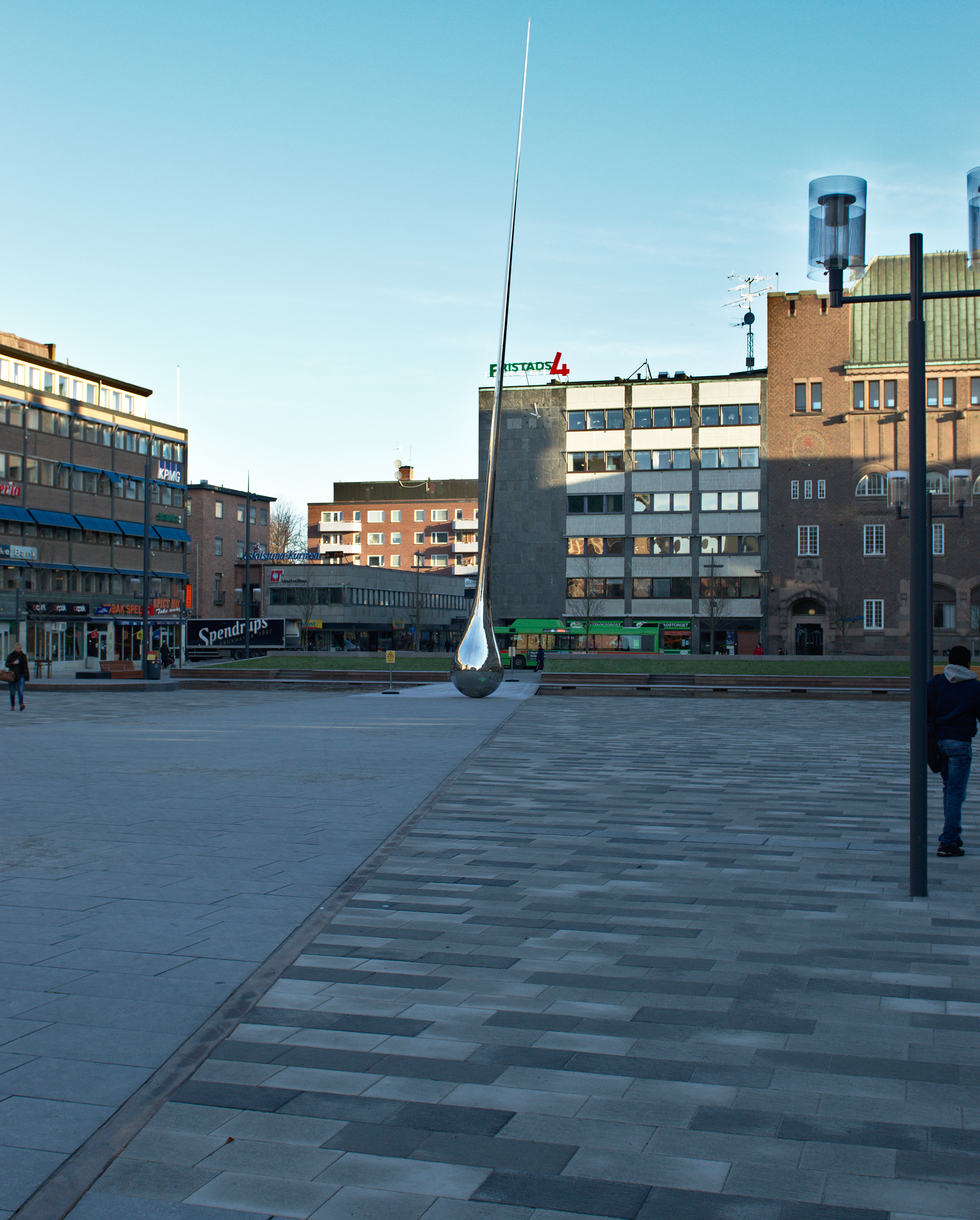
Fristadstorget 2014.
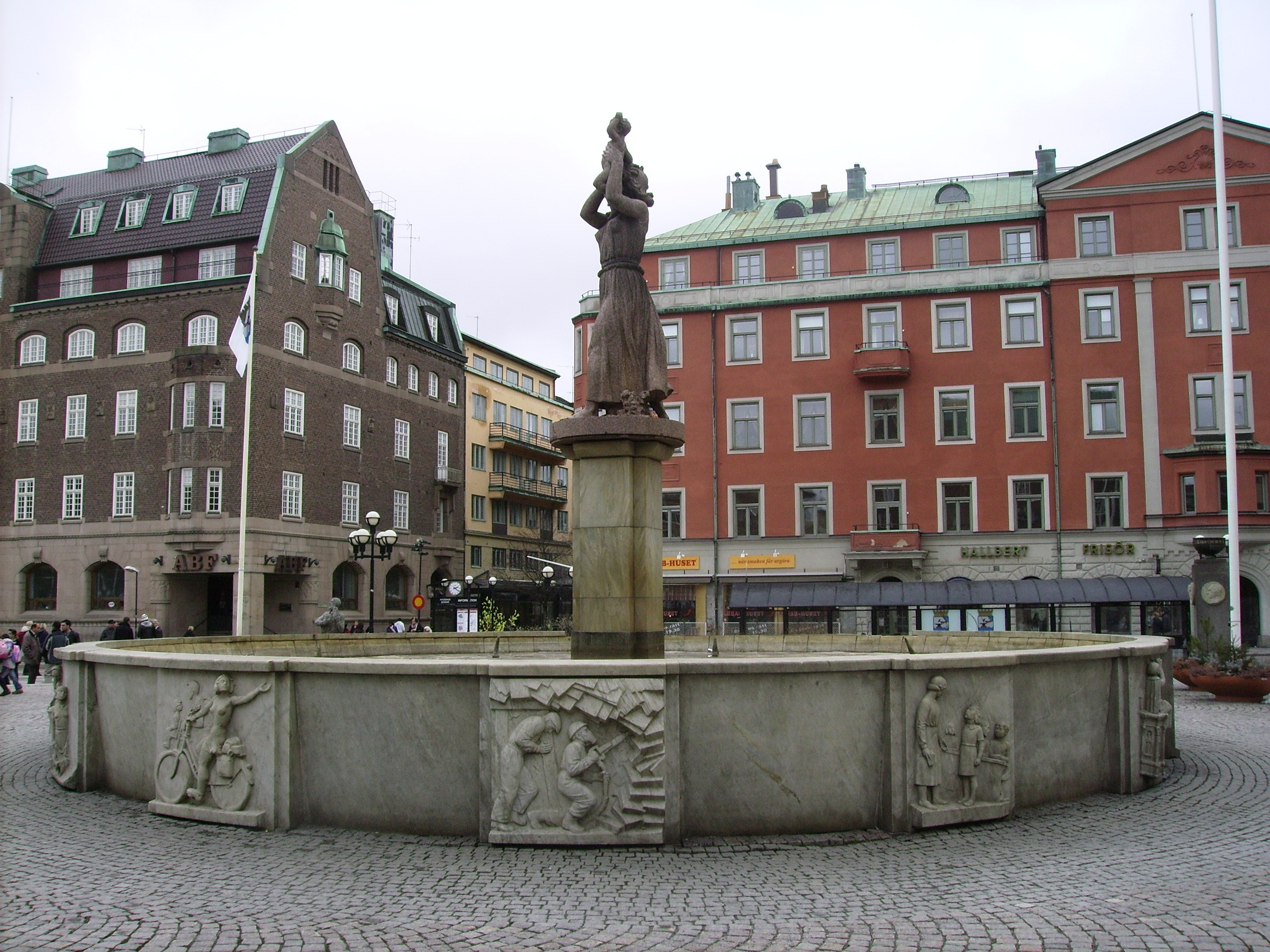
Fristadstorget. Bilden föreställer Arbetets ära och glädje från sydväst.
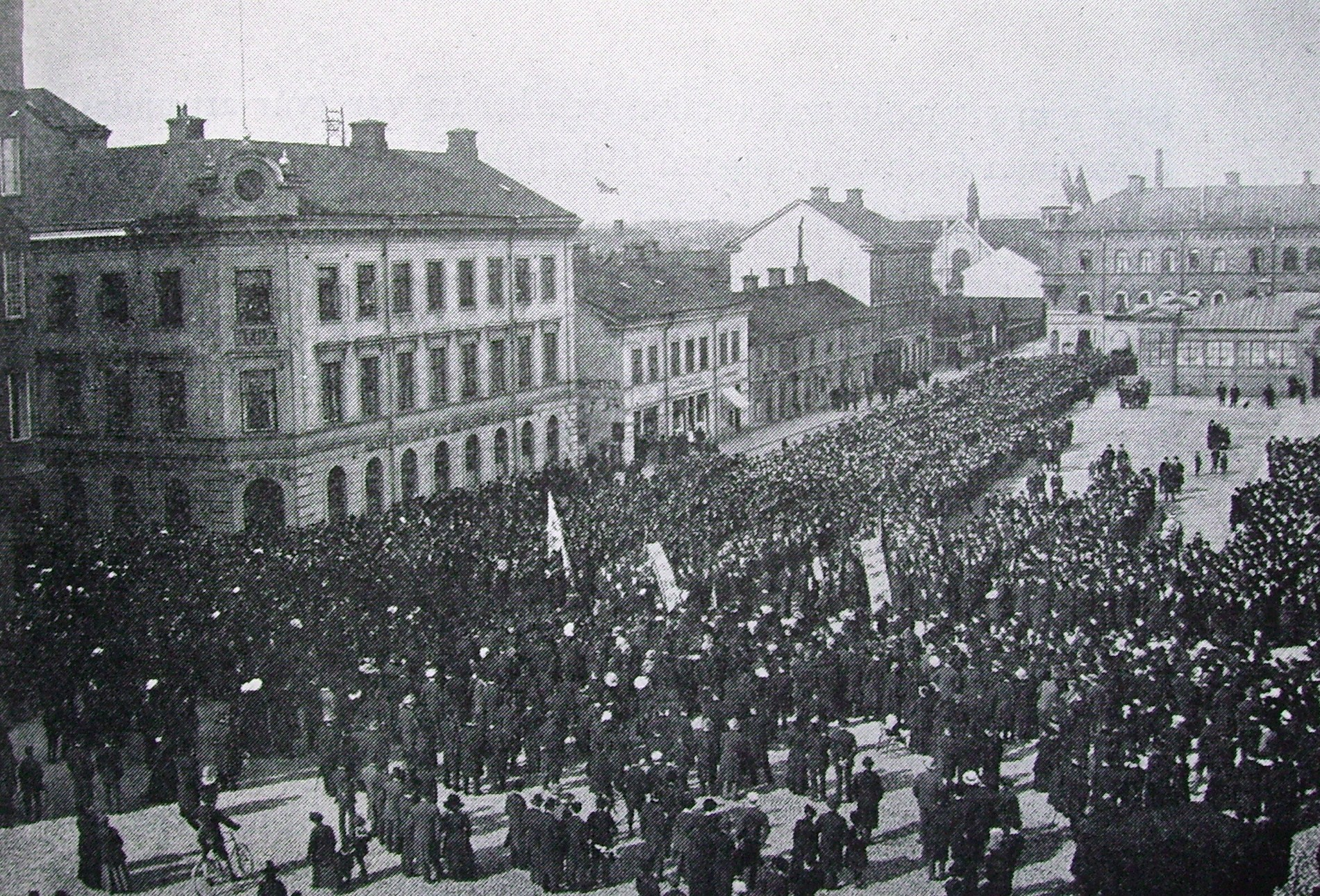
Arbetarrörelsen har möte på Fristadstorget.